# 2. HNL 2013/14
Die 2. HNL 2013/14 war die 23. Spielzeit der zweiten kroatischen Fußballliga. Die Saison begann am 17. August 2013 und endete am 17. Mai 2014.

## Modus
Die Liga wurde ab dieser Saison auf 12 Vereine reduziert. Die Mannschaften traten in je drei Runden gegeneinander an, sodass 33 Spieltage zu absolvieren waren. Die Teams, die nach 22 Spielen die ersten sechs Plätze belegten hatten zusätzlich sechs Heimspiele, die Teams auf den unteren sechs Plätzen noch fünf Heimspiele.
Der Tabellenerste stieg direkt auf, der Zweite spielte gegen den Vorletzten der 1. HNL in der Relegation. Die beiden letzten Mannschaften stiegen in die 3. HNL ab.

## Vereine
| Verein              | Stadt             | Stadion                   | Kapazität |
| ------------------- | ----------------- | ------------------------- | --------- |
| NK Zagreb           | Zagreb            | Stadion Kranjčevićeva     | 8.850     |
| NK Rudeš            | Zagreb            | ŠC Rudeš                  | 2.500     |
| NK Lučko Zagreb     | Zagreb            | Stadion Lučko             | 1.500     |
| Cibalia Vinkovci    | Vinkovci          | HNK Cibalia               | 10.000    |
| Inter Zaprešić      | Zaprešić          | Gradski Stadion           | 04.528    |
| NK Sesvete          | Sesvete           | svetok Josip Radnik       | 1.200     |
| NK Segesta Sisak    | Sisak             | Gradski Stadion           | 08.000    |
| NK Solin            | Solin             | Pokraj Jadra              | 4.000     |
| HNK Gorica          | Velika Gorica     | Gradski Stadion           | 8.000     |
| NK Pomorac Kostrena | Kostrena          | Žuknica                   | 3.000     |
| NK Dugopolje        | Dugopolje         | Stadion Hrvatski vitezovi | 5.200     |
| NK Zelina           | Sveti Ivan Zelina | Gradski Stadion           | 2.000     |

## Abschlusstabelle
| Pl. | Verein               | Sp. | S  | U  | N  | Tore    | Diff. | Punkte |
| --- | -------------------- | --- | -- | -- | -- | ------- | ----- | ------ |
| 1.  | NK Zagreb (A)        | 33  | 20 | 7  | 6  | 059:260 | +33   | 67     |
| 2.  | Cibalia Vinkovci (A) | 33  | 18 | 5  | 10 | 041:390 | +2    | 59     |
| 3.  | Inter Zaprešić (A)   | 33  | 16 | 5  | 12 | 047:320 | +15   | 53     |
| 4.  | NK Rudeš             | 33  | 14 | 5  | 14 | 045:360 | +9    | 47     |
| 5.  | NK Sesvete           | 33  | 12 | 11 | 10 | 043:400 | +3    | 47     |
| 6.  | NK Segesta Sisak (N) | 33  | 13 | 7  | 13 | 040:390 | +1    | 46     |
| 7.  | HNK Gorica           | 33  | 13 | 6  | 14 | 032:330 | −1    | 45     |
| 8.  | NK Pomorac Kostrena  | 33  | 10 | 14 | 9  | 024:240 | ±0    | 44     |
| 9.  | NK Lučko Zagreb      | 33  | 10 | 11 | 12 | 034:360 | −2    | 41     |
| 10. | NK Dugopolje         | 33  | 10 | 8  | 15 | 037:410 | −4    | 38     |
| 11. | NK Solin             | 33  | 7  | 13 | 13 | 026:470 | −21   | 34     |
| 12. | NK Zelina            | 33  | 4  | 10 | 19 | 022:570 | −35   | 22     |

Platzierungskriterien: 1. Punkte – 2. Tordifferenz – 3. geschossene Tore

| (A) | Absteiger aus der 1. HNL 2012/13  |
| (N) | Aufsteiger aus der 3. HNL 2012/13 |

## Relegation
| Datum       | Zweiter 2. HNL   | Gesamt | Neunter 1. HNL   | Hinspiel | Rückspiel |
| ----------- | ---------------- | ------ | ---------------- | -------- | --------- |
| 24./28. Mai | Cibalia Vinkovci | 3:4    | NK Slaven Belupo | 2:2      | 1:2       |

## Torschützenliste
| Pl. | Name              | Mannschaft       | Tore |
| --- | ----------------- | ---------------- | ---- |
| 1.  | Ilija Nestorovski | Inter Zaprešić   | 20   |
| 2.  | Gabrijel Boban    | NK Zagreb        | 18   |
| 3.  | Hrvoje Tokić      | Cibalia Vinkovci | 16   |
| 4.  | Antonio Hrnčević  | NK Segesta Sisak | 14   |
| 5.  | Miroslav Konopek  | NK Rudeš         | 11   |
| 5.  | Domagoj Abramović | NK Lučko Zagreb  | 11   |
| 7.  | Jurica Grgec      | NK Zelina        | 10   |
| 8.  | Josip Jurencić    | NK Zagreb        | 09   |
| 9.  | Marko Kolar       | NK Sesvete       | 08   |
| 9.  | Lovro Medić       | NK Zagreb        | 08   |